# Роберт Білотт
Роберт Білотт (англ. Robert Bilott; нар. 2 серпня 1965, Олбані, Нью-Йорк, США) — американський адвокат з питань захисту довкілля з Цинциннаті, штат Огайо. Відомий своїми позовами проти компанії DuPont від імені позивачів, які постраждали від відходів, скинутих у сільських громадах Західної Вірджинії. Білотт провів понад двадцять років, беручи участь у судових процесах щодо небезпечного скидання хімічних речовин, таких як перфтороктанова кислота (PFOA) та перфтороктансульфонова кислота (PFOS).
Судовий процес Білотта став основою для мемуарів під назвою «Викриття: Отруєна вода, корпоративна жадібність і двадцятирічна боротьба одного юриста проти DuPont». Наприкінці 2010-х років він привернув до себе велику увагу ЗМІ і став відомим завдяки фільмам «Темні води» (2019) та «Диявол, якого ми знаємо» (2018), у яких були показані його судові баталії з DuPont. Ця увага громадськості принесла йому низку нагород, зокрема міжнародну премію «За правильний спосіб життя».

## Дитинство та юність
Білотт народився 2 серпня 1965 року в Олбані, штат Нью-Йорк. Його батько служив у Повітряних силах США, і Білотт провів своє дитинство на кількох базах ВПС. Оскільки сім'я часто переїжджала, Роберту довелося відвідувати вісім різних шкіл, перш ніж закінчити середню школу у Фейрборні, штат Огайо. Потім він отримав ступінь бакалавра мистецтв в області політології та урбаністики в Новому коледжі Флориди. У 1990 році він отримав ступінь доктора юриспруденції в юридичному коледжі Моріца Університету штату Огайо.

## Кар'єра
Білотт отримав свідоцтво про право на заняття адвокатською діяльністю в 1990 році і розпочав юридичну практику в Taft Stettinius & Hollister LLP в Цинциннаті, штат Огайо. Протягом восьми років він працював майже виключно з великими корпоративними клієнтами і спеціалізувався на захисті хімічних компаній. Білотт став партнером фірми в 1998 році.

### Початкові заходи проти DuPont
Білотт представляв інтереси Вілбура Теннанта з Паркерсбурга, штат Західна Вірджинія, чия худоба різко почала гинути. Його ферма знаходилася нижче за течією від звалища, куди компанія DuPont скидала сотні тонн перфтороктанової кислоти. Влітку 1999 року Білотт подав федеральний позов проти DuPont до Окружного суду Південного округу Західної Вірджинії. У відповідь DuPont повідомив, що вони та Агентство з охорони довкілля США доручать провести дослідження майна фермера трьом ветеринарам, обраними DuPont, і трьом — Агентством з охорони довкілля. Коли звіт був опублікований, у ньому було звинувачено Теннантів у загибелі худоби, стверджуючи, що причиною стало погане ведення господарства: погане харчування, неадекватна ветеринарна допомога та відсутність контролю над мухами.
Після того, як Білотт виявив, що тисячі тонн PFOA компанії DuPont були скинуті на звалище поруч з будинком Теннантів і що PFOA компанії DuPont забруднює воду навколишньої громади, компанія DuPont пішла назустріч Теннантам і врегулювала справу. У серпні 2001 року Білотт подав колективний позов проти DuPont від імені приблизно 70 000 жителів Західної Вірджинії та Огайо, які споживали питну воду, забруднену PFOA, який було врегульовано у вересні 2004 року. Група вимагала виплати у понад 300 мільйонів доларів США, згоду компанії встановити фільтраційні установки в шести постраждалих районах водопостачання та десятках постраждалих приватних свердловин, грошову компенсацію в розмірі 70 мільйонів доларів США, а також положення про майбутній медичний моніторинг, який буде оплачений DuPont на суму до 235 мільйонів доларів США, якщо незалежна наукова комісія підтвердить «ймовірний зв'язок» між PFOA у питній воді та захворюваннями людей.
Після того, як незалежна наукова комісія, спільно обрана сторонами (але за умовами угоди, яку мала оплатити компанія DuPont), встановила, що існує ймовірний зв'язок між вживанням PFOA та раком нирок, яєчника, щитоподібної залози, високим рівнем холестерину, прееклампсією та виразковим колітом, Білотт почав подавати індивідуальні позови проти DuPont про заподіяння шкоди здоров'ю від імені постраждалих користувачів водопостачання в Огайо та Західній Вірджинії, яких до 2015 року налічувалося понад 3 500. Програвши перші три справи на суму 19,7 млн доларів, у 2017 році компанія DuPont погодилася врегулювати решту справ на суму 671,7 млн доларів. Десятки додаткових позовів, поданих після 2017 року, були врегульовані у 2021 році на суму 83 млн доларів (оголошені у зв'язку з врегулюванням на суму 4 млрд доларів між DuPont та її дочірньою компанією Chemours щодо зобов'язань за PFAS), що призвело до того, що загальна сума врегулювання за позовами про заподіяння шкоди здоров'ю постраждалим від впливу PFOA у питній воді склала понад 753 млн доларів.

### Подальші заходи
У 2018 році Білотт подав новий позов, вимагаючи нових досліджень і тестування більшої групи хімічних речовин PFAS від імені деяких жителів США, які мають ці хімічні речовини у крові, проти кількох виробників, включаючи 3M, DuPont і Chemours. Цей новий судовий процес триває з травня 2020 року. У березні 2022 року федеральний суд, який здійснює нагляд за цією справою, засвідчив, що справа може розглядатися як колективний позов від імені мільйонів людей, які мають хімічні речовини PFAS у своїй крові.

### Увага ЗМІ
У 2016 році історія Білотта була в центрі уваги у статті Натаніеля Річа в Нью-Йорк таймс під назвою «Адвокат, який став найгіршим кошмаром DuPont». Пізніше історія Річа була опублікована в його книзі «Друга природа» (2021). Робота Білотта також була висвітлена у статтях у Гаффінгтон Пост («Ласкаво просимо до прекрасного Паркерсбурга») та The Intercept.
Роберт Білотт — автор відомих мемуарів «Викриття: Отруєна вода, корпоративна жадібність і двадцятирічна боротьба одного юриста проти DuPont», вперше опублікованих англійською мовою у 2019 році видавництвом Atria Books, а згодом перекладених китайською (2022) та японською (2023) мовами. Аудіокнигу читає Джеремі Бобб, а перший розділ озвучує Марк Раффало. Історія Білотта також стала основою для фільму «Темні води», знятого у 2019 році, де Марк Раффало зіграв роль Білотта, а Енн Гетевей — дружину Білотта, Сару Барладж. Ця історія також показана у повнометражному документальному фільмі «Диявол, якого ми знаємо», шведському документальному фільмі «Токсичний компроміс», а також у епізоді під назвою «Токсичні води» багатосерійного документального серіалу Parched, який вийшов на телеканалі National Geographic у 2017 році.

## Особисте життя
У 1996 році Білотт одружився з Сарою Барладж. У них троє дітей: Тедді, Чарлі та Тоні.